# Joaquim Serra
Joaquim Serra (São Luís do Maranhão, 20 de julho de 1838 — Rio de Janeiro, 29 de outubro de 1888) foi um jornalista, professor, político e teatrólogo brasileiro.

## Biografia
Aos 24 anos de idade redigiu o hebdomadário Ordem e Progresso. Em 1867 fundou o Semanário Maranhense, revista literária que, no ano seguinte parou de circular. Em 1868 Serra mudou-se para a Corte, onde prosseguiu em suas actividades jornalísticas, enviando colaborações aos periódicos ali existentes. Chegou a dirigir o Diário Oficial e foi deputado pela Província do Maranhão.
Abolicionista, fundou e dirigiu os periódicos A Reforma e A Folha Nova. Sobre a sua atuação durante anos, no primeiro, Joaquim Nabuco referiu:
"Joaquim Serra é, na Reforma, a Vida do jornalismo liberal. Foi ele o criador da moderna imprensa política, figura resplandecente na história da Abolição, pela seriedade, constância, sacrifício e heroísmo do seu incomparável combate de dez anos, dia a dia, até à vitória final de 13 de maio."
Colaboraram a seu lado, neste periódico, nomes como os de Francisco Otaviano, Tavares Bastos, Afonso Celso, Rodrigo Otávio e José Cesário de Faria Alvim, posteriormente nomes de destaque na política nacional e na administração pública.
Assinou, também durante anos, a coluna "Tópicos do Dia" no jornal O Paiz. Assumiu o periódico O Abolicionista, órgão da Sociedade Brasileira Contra a Escravidão, que conheceu apenas quatro números entre 1880 e 1881. De formato pequeno, não declarava os nomes de seu corpo editorial (para não expô-los) e nem trazia anúncios, uma vez que nem comerciantes e nem industriais desejavam associar seus nomes, à época, a este tipo de mídia. 
É o patrono da cadeira 21 da Academia Brasileira de Letras.